# Burmascutum
Burmascutidae
Famille
Genre
Burmascutum, unique représentant de la famille des Burmascutidae, est un genre fossile d'araignées aranéomorphes.

## Distribution
Les espèces de ce genre ont été découvertes dans de l'ambre de Birmanie. Elles datent du Crétacé.

## Liste des espèces
Selon The World Spider Catalog 19.5 :
- † Burmascutum aenigma Wunderlich, 2008
- † Burmascutum brevis Wunderlich, 2018

## Publication originale
- Wunderlich, 2008 : The dominance of ancient spider families of the Araneae: Haplogyne in the Cretaceous, and the late diversification of advanced ecribellate spiders of the Entelegynae after the Cretaceous–Tertiary boundary extinction events, with descriptions of new families. Beiträge zur Araneologie, vol. 5, p. 524–675 (en).